# Копенгагенские критерии
Копенга́генские крите́рии — критерии вступления стран в Европейский союз, которые были приняты в июне 1993 года на заседании Европейского совета в Копенгагене и подтверждены в декабре 1995 года на заседании Европейского совета в Мадриде. 
Критерии требуют, чтобы в государстве соблюдались демократические принципы, принципы свободы и уважения прав человека, а также принцип правового государства (ст. 6, ст. 49 Договора о Европейском союзе). Также в стране должна присутствовать конкурентоспособная рыночная экономика, и должны признаваться общие правила и стандарты ЕС, включая приверженность целям политического, экономического и валютного союза.

## Условия для получения членства в ЕС
В течение переговоров с каждой страной-кандидатом она регулярно проверяется на предмет соответствия Копенгагенским критериям. На основе этого принимается решение относительно того, возможно ли вступление, и если да, то когда, или же какие действия должны быть предприняты перед присоединением.
Критерии Членства Европейского союза определены в соответствии с этими тремя документами:
- 1992 Маастрихтское соглашение (Статья 49) — географические и общие политические критерии
- Декларация Европейского совета июня 1993 в Копенгагене, то есть Копенгагенские критерии — более детальное описание общей политики
  - политические
  - экономические
  - законодательные
- Структура переговоров с государством-кандидатом
  - определение и детализация условий
  - утверждение, подчеркивающее, что новый член не может вступить в союз в случае, если сам ЕС не имеет достаточной «поглотительной вместимости» для этого.

## Географические критерии
Статья Соглашения Европейского союза (TEU) от 1992 года, или Маастрихтского соглашения (теперь статья 49 TEU) гласит, что любая европейская страна, которая соблюдает принципы ЕС, может подать заявление на присоединение. Нет никаких уточнений относительно возможности принятия в союз неевропейских стран, но прецеденты отклонения заявления Марокко и диалог о близкой интеграции Израиля, в формате «исключая полное членство» указывает, что присоединение неевропейских государств к ЕС является невозможным. Однако, определение, является ли страна «европейской», может дать, например, Еврокомиссия или Европейский совет. По этому поводу были дебаты насчёт Кипра — острова, который является географически азиатским; но обширные исторические, культурные и политические связи с другими европейскими странами позволяют его рассматривать как европейскую страну в негеографическом контексте. Есть также части государств членов ЕС, находящиеся вне Европы — например, французская Гвиана находится в Южной Америке и входит в состав ЕС, будучи неотъемлемой частью Французской Республики. Остров Гренландия, являющийся частью североамериканского континента, присоединился к Европейскому экономическому сообществу в 1973 году как зависимая часть Дании, но решил покинуть ЕЭС в 1983 году, спустя четыре года после обретения широкой автономии.

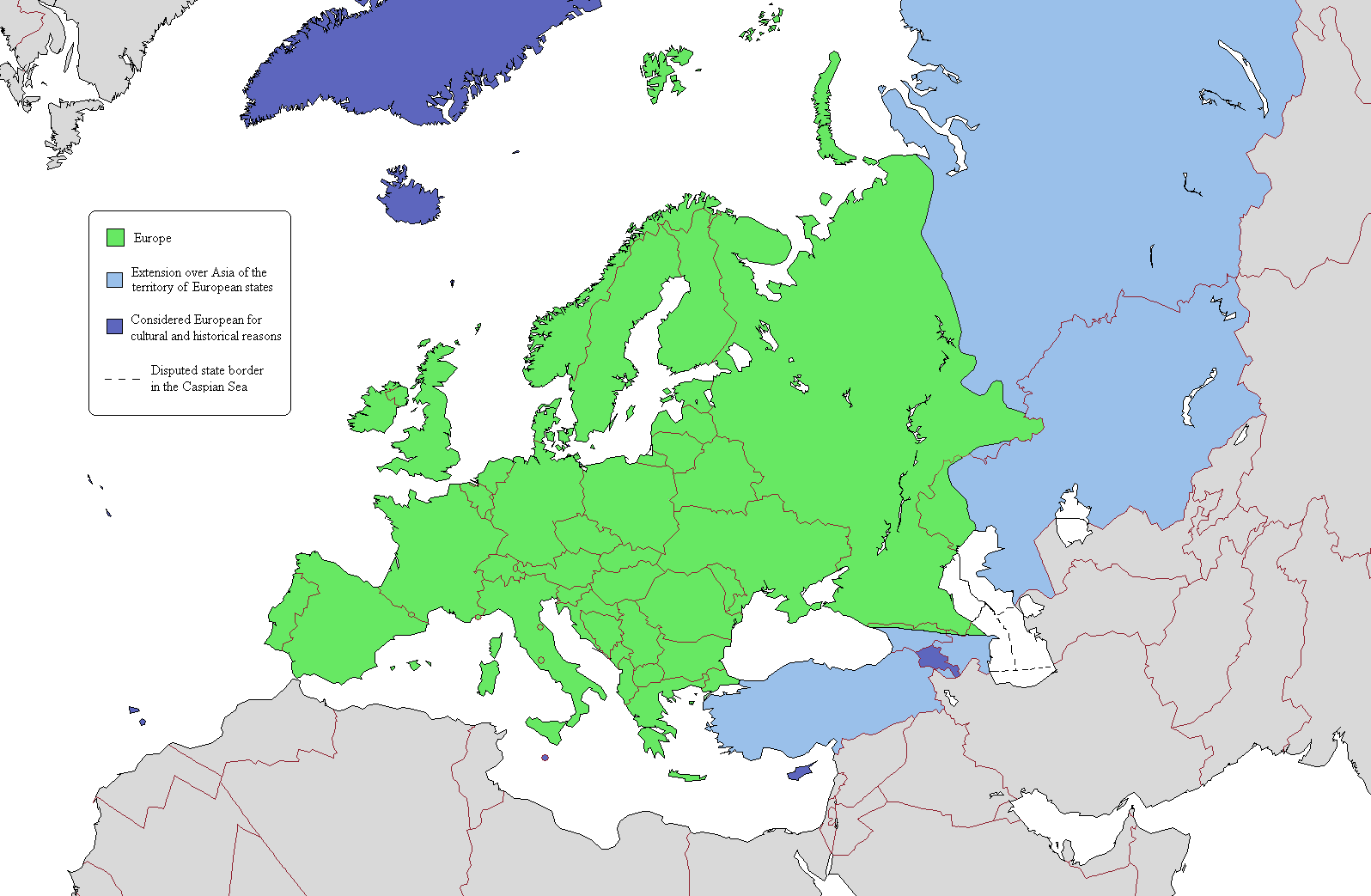
Границы Европы, согласно одной из точек зрения.
Европейская территория государств, находящихся в Европе
Азиатская территория государств, находящихся и в Европе
Считаются европейскими по политическим и историко-культурным причинам

Были большие споры относительно того, является ли Турция европейской страной, на основании того, что только 3 % её территории находятся в географической Европе (к западу от Стамбула), и её столица, Анкара, располагается в Азии. Некоторые наблюдатели подчёркивали, что некоторые европейские государства не желают вступления Турции в ЕС, аргументируя это тем, что страна, где более, чем 90 % населения исповедуют ислам, не может быть частью Европы, где основной религией является христианство (тем не менее в таких европейских странах как Албания, а также Босния и Герцеговина, подавших заявку на вступление в ЕС, более половины населения исповедует ислам). Также высказывается ряд других экономических и политических аргументов против членства Турции в Евросоюзе. ЕС начал переговоры с Анкарой о членстве 3 октября 2005 однако, согласно порядку ведения переговоров с Турцией, который был принят в тот же день, переговоры остаются «открытым процессом, результат которого нельзя гарантировать заранее».
Сторонники расширения также утверждают, что между историей Европы и Малой Азии есть много общего: от Александра Великого до Османской империи, и что географический аргумент в этом случае не играет решающей роли.
Также «неевропейские» государства, не имея права быть членами, могут претендовать на некоторую степень интеграции с ЕС, описанную в соответствующих международных соглашениях.

## Политические критерии

### Демократия
Функционирующее демократическое правление должно обеспечивать равное для всех граждан страны право принимать участие в политических процессах (в том числе участие в принятии ключевых решений) на всех уровнях власти, от местного самоуправления до национального. Необходимо наличие свободных выборов при соблюдении принципа тайного голосования, право на создание политических партий без каких-либо помех со стороны государства, справедливого и равного доступа к свободной прессе; свободных профсоюзных организаций, свободы личного мнения, исполнительная власть должна быть ограничена законами и суд должен быть независим от других ветвей власти.

### Верховенство закона
Верховенство закона предполагает, что государственный орган может действовать только в рамках законов, которые были приняты в установленном порядке. Принцип предназначен для защиты от произвола власти.

### Права человека
Права человека являются «неотъемлемыми» и принадлежат всем людям, то есть ими нельзя наделить, нельзя предоставить, ограничить, обменять или продать (например, человек не может продать себя в рабство). К ним относятся право на жизнь, право быть привлеченным к судебной ответственности только в соответствии с законами, которые существуют на момент совершения преступления, право быть свободным от рабства и право на свободу от пыток.
Всеобщая декларация прав человека считается наиболее авторитетным нормативным документом в области прав человека, хотя у неё нет столь эффективного механизма обеспечения соблюдения положений, как у Европейской конвенции по правам человека. Соблюдать требования этой конвенции обязаны и несколько стран, которые недавно присоединились к ЕС с целью осуществления серьёзного реформирования законодательства, государственных служб и судебной системы. Многие изменения имеют отношение к свободам и правам этнических и религиозных меньшинств, или устранению неравенства в обращении между разными политическими группами.

### Уважение и защита прав меньшинств
Члены таких этнических меньшинств должны иметь возможность сохранить свою особую культуру и иметь право на свой родной язык (насколько это не противоречит соблюдению прав других людей, а также демократическим процедурам и общей законности), также не должны страдать от какой-либо дискриминации.
Соответствующая конвенция Совета Европы по этому вопросу была крупным прорывом в этой области. Однако конвенция до сих пор не включает четкое определение таких меньшинств. Как результат, многие из подписавших его государств добавили официальные разъяснения, описывающие, кто в их стране причисляется к меньшинству. Некоторые примеры представлены ниже. Заявления сделаны в связи с договором № 157. Рамочная конвенция о защите этнических меньшинств включает:
- в Дании: «немецкое меньшинство в Южной Ютландии»;
- в Германии: «Датчане немецкого гражданства и члены лужицких сербов людей с немецким гражданством … этнических групп, традиционно проживающих в Германии, фризы немецкого гражданства и синти и рома немецкого гражданства»;
- в Словении: «итальянского и венгерского этнических меньшинств»
- в Великобритании корниш меньшинства в Корнуолл и ирландские националисты и республиканцы в Северной Ирландии.
- в Австрии: сербские, хорватские, словенские, венгерские, чешские, словацкие, цыганские и синти группы.
- в Румынии: около 20 этнических меньшинств.
- в Ирландии: ирландские путешественники.

Многие другие подписавшие просто заявили, что они не имеют каких-либо этнических меньшинств.
Был достигнут консенсус (среди экспертов-юристов Венецианской комиссии), что эта конвенция относится к какой-либо этнической, языковой или религиозной группе, которая определяет себя как отличительная, которая формирует историческую часть населения и нынешнего меньшинства в четко определённой области, и которая поддерживает стабильные и дружественные отношения с государством, в котором оно живёт. Некоторые эксперты и страны хотят идти дальше. Тем не менее, некоторые группы меньшинств, как, например, иммигранты, которые нигде не упоминаются, обеспокоены этой конвенцией.

## Экономические критерии
Экономические критерии, в широком смысле, требуют, чтобы страны-кандидаты имели функционирующую рыночную экономику и чтобы их производители могли справиться с конкурентным давлением в рамках Союза.

## Юридическое выравнивание
И наконец, формально, не копенгагенский критерий. Дополнительное требование о том, что все потенциальные члены должны привести свои законы в соответствие с принципами европейского права, формировавшимися на протяжении всей истории Союза, известными как акты сообщества.